# 费迪南德·尤昌斯基

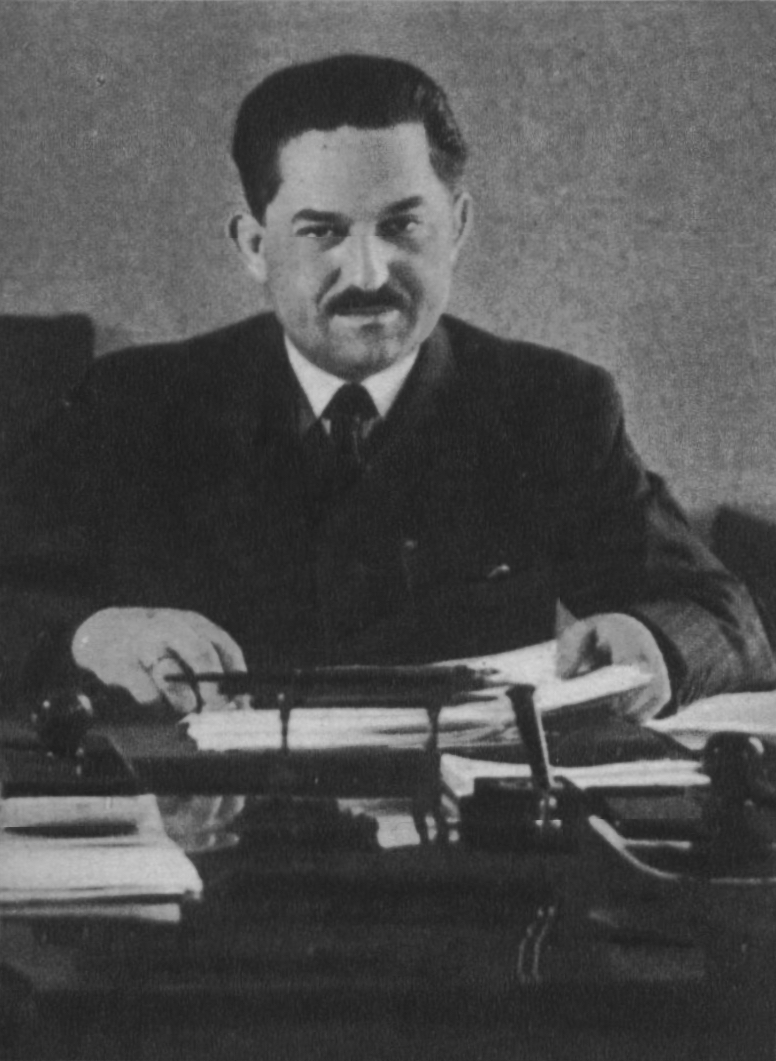
费迪南德·尤昌斯基

费迪南德·尤昌斯基（Ferdinand Ďurčanský，1906年12月18日—1974年3月15日）是一位斯洛伐克民族主义者，曾在1939和1940年任轴心国盟国斯洛伐克共和國政府部长。他支持反犹主义，但在斯洛伐克犹太人大屠杀完全开始实施之前就已从政府离职。他于战后加入了盖伦组织。

## 民族主义
尤昌斯基生于匈牙利王国拉耶茨，曾就读于海牙國際法學院。获得法学博士学位后，他在布拉迪斯拉发一高校任法学教授。
尤昌斯基在大学里开始接触民族主义思想。1930年代中期，尤昌斯基是一份代表斯洛伐克极端民族主义立場的期刊《起步》的编辑。和当时一些主张斯洛伐克自治的人不同，尤昌斯基支持斯洛伐克完全独立，尤昌斯基和約瑟夫·蒂索于1938年一同拜访阿道夫·希特勒时，只有尤昌斯基就该问题向纳粹德国元首施加了压力。1938年10月，尤昌斯基对赫尔曼·戈林说，“斯洛伐克就该用与德国解决其犹太问题的方式相似的手段来解决本国的犹太问题”。

## 与纳粹合作
在斯洛伐克人民黨政客、斯洛伐克共和国总理沃伊捷赫·图卡的政府里，尤昌斯基的追随者担任了很多职务，尤昌斯基本人也是内政与外交部长。1940年的薩爾斯堡會議之后，德方不赞同尤昌斯基以争取独立为原则的外交政策，后者因此被解职。
蒂索曾在1944年试图将尤昌斯基召回政府，但遭纳粹德国拒绝。尽管如此，尤昌斯基还是强烈支持蒂索政权和对德合作，在于1945年初逃往奥地利之前一直试图抵抗苏联。

## 阴谋败露
战后，捷克斯洛伐克政府指控尤昌斯基接受纳粹谍报机构资金，协助屠杀犹太人，联合国战争罪行委员会同意该指控。尤昌斯基在缺席審判的情況下被判处死刑，他于1945年逃到西方后，他成了共产主义政权的坚定批判者。尤昌斯基還是总部设在巴黎的地下反共网络“Intermarium”的成员，该网络受英国情报部门控制，曾在战后大力帮助纳粹分子逃脱法律制裁。尤昌斯基逃到了梵蒂冈，並与其他思想近似的Intermarium成员一同密谋在斯洛伐克以及东欧诸多共产主义国家重建右翼极权主义政权。尤昌斯基每天都会向捷克斯洛伐克的斯洛伐克地区进行广播，同时印发声称自己很快会回来成为独立的斯洛伐克的国家总理的传单。为实现计划，尤昌斯基成立了自己的“斯洛伐克解放委员会”，但在1947年9月，费尔延奇克（Ferjenčík）将军完成了对尤昌斯基的组织调查，揭露了他们的全部信息，而且尤昌斯基的组织其实已被共产党特工渗透，他的计划遭受严重打击。捷克斯洛伐克共產黨借助费尔延奇克的调查报告将尤昌斯基团伙一网打尽。尤昌斯基的政变阴谋的破产速度之快以及共产党对其组织的了解程度之高令英国情报部门怀疑尤昌斯基其实是个双料间谍，但并无证据支持这一猜测，不久后，尤昌斯基升任Intermarium主席。

## 后来的活动
阴谋败露后，尤昌斯基借助鼠線逃往阿根廷。尤昌斯基曾在一段时间里受英国特工金·費爾比的保护，后者在于1949年被任命为驻美加高级联络官时曾试图安排尤昌斯基移居北美。但这时的中央情报局已经开始支持一个名为“捷克民主主义者”（Czech Democrats）的更加稳健的组织，因此拒绝与尤昌斯基这个曾与纳粹合作的斯洛伐克民族主義者合作。但费尔比还是在1950年12月帮尤昌斯基办成了英国签证，帮他入境加拿大，尤昌斯基在接下来的几年里以加拿大为活动基地，后来他也经常到访加拿大进行演讲，並一直持续到1970年代。
尤昌斯基于1952年返回欧洲，定居慕尼黑，在西德继续他的斯洛伐克独立事业。1959年，他入境美国，联系了当地的一些斯洛伐克人组织，美国国务院称，给他签发签证是因为“纳粹党已不复存在，纳粹党员或曾与纳粹党合作者的身份已不再构成拒签理由”。他在美国继续为推翻捷克斯洛伐克共产主义政权而工作，曾担任过斯洛伐克海外行动委员会（Slovak Committee for Action Abroad）以及反布尔什维克国家联盟的主席。他还曾为《民族欧罗巴》、《地缘政治期刊》（Zeitschrift für Geopolitik）、《政治研究》（Politische Studien）等右翼刊物撰写过大量文章。

## 更多閱讀
- Legge, Jerome S. . Holocaust and Genocide Studies. 2018, 32 (2): 224–248. doi:10.1093/hgs/dcy029.